# Jan Brzechwa
Jan Brzechwa (pronunție în poloneză [ˈbʐɛxfa]), (n. 15 august 1898 – d. 2 iulie 1966) a fost un scriitor și poet polonez, cunoscut mai ales pentru contribuția sa în literatura pentru copii. S-a născut ca Jan Wiktor Lesman într-o familie poloneză de origine evreiască.

## Viața timpurie
Brzechwa s-a născut în Jmerînka, Podolia. Tatăl său a fost inginer feroviar și Jan petrecut o mare parte din copilărie călătorind în jurul Poloniei de Est ("Kresy") cu familia lui. Brzechwa a studiat la un liceu iezuit, Zakład Naukowo-Wychowawczy Ojców Jezuitów w Chyrowie (Departamentul Științific și Educațional al Părinților Iezuiți din Hîriv), și o dată cu mutarea din Podolia la Varșovia, a absolvit facultatea de Drept la Universitatea din Varșovia. În timpul războiului polono-sovietic, s-a oferit voluntar pentru Regimentul 36 al Legiunii Academice de Infanterie, o formațiune alcătuită din studenți de la universitate și a fost decorat pentru serviciul său. A debutat în 1920 prin diverse reviste de umor. A lucrat ca avocat și procuror pentru Societatea Poloneză de Autori și Compozitori (ZAIKS) unde s-a specializat și a excelat în legea drepturilor de autor.
Brzechwa a fost vărul unui alt poet polonez celebru, Bolesław Leśmian. A fost căsătorit de două ori și a avut o fiică, Krystyna, din prima căsătorie.

## Biografie
Jan Brzechwa a fost pseudonimul scriitorului. Numele Brzechwa se traduce drept "coadă de săgeată". Poeziile sale au fost scrise în mare parte în stilul melodic de versuri din 8 silabe accentuale, cea mai populară structură ritmică printre variațiunile stilistice poloneze.
În 1926 a publicat Oblicza zmyślone ("Fețe imaginare"), prima sa carte de poezii. Primul său set de poezii pentru copii Tańcowała igła z nitką  a fost publicată în 1937. Printre cele mai populare lucrări este Chrząszcz (Gărgărița), un poem pentru cea mai greu de pronunțat frază din literatura poloneză, chiar și pentru adulții nativi vorbitori de limbă poloneză. Primul vers "W Szczebrzeszynie chrząszcz brzmi w trzcinie" (În orașul Szczebrzeszyn o gărgăriță bâzâie în stuf) este cea mai cunoscută frântură de limbă din poloneză, în care aproape toate consoanele fac sunete distincte de zumzet. Brzechwa mai este popular în Polonia pentru că a scris o serie de poezii pentru copii. A fost traducător de literatură rusă, traducând lucrări de Aleksandr Pușkin, Serghei Esenin și Vladimir Maiakovski.
Brzechwa a scris o lungă serie de cărți pentru copii bazată pe aventurile lui Pan Kleks, directorul academiei de magie și a studenților săi. Multe dintre cărțile despre Kleks au fost ecranizate în anii 1980, în timp ce poezia Pchła Szachrajka (Aventurile unui păduche trișor)  a stat la baza unui film de animație în 1989.
Brzechwa a murit în Varșovia în anul 1966 și este înmormântat la Cimitirul Powązki, cel mai faimos cimitir din oraș.

## Opera literară
| - 1926 – Oblicza zmyślone - 1937 – Tańcowała igła z nitką - 1938 – Kaczka Dziwaczka - 1946 – Akademia Pana Kleksa - 1946 – Ptasie plotki - 1946 – Pan Drops i jego trupa - 1948 – Na wyspach Bergamutach - 1948 – Opowiedział dzięcioł sowie - 1948 – Przygody rycerza Szaławiły - 1951 – Uczymy się chodzić | - 1953 – Teatr Pietruszki - 1953 – Wagary - 1957 – Magik - 1958 – Wyssane z palca - 1958 – Sto bajek - 1961 – Podróże pana Kleksa - 1964 – Śmiechu warte - 1965 – Od baśni do baśni - 1965 – Tryumf pana Kleksa |